# Cyclaspis popescugorji
Cyclaspis popescugorji är en kräftdjursart som beskrevs av Petrescu 1998. Cyclaspis popescugorji ingår i släktet Cyclaspis och familjen Bodotriidae. Inga underarter finns listade i Catalogue of Life.